# 蓮庵里
蓮庵里是中華民國金門縣金湖鎮的一個里，西南與料羅里相連，西北與山外里和新市里接壤，東面海，2023年人口1953人，轄後峰、峰上、庵邊、土樓、東村、西村與西埔7個聚落，以里內湖泊蓮庵池命名。